# سهم الماء طويل الفلقة
سهمية طويلة الفلقة (الاسم العلمي:Sagittaria longiloba) هي نوع من النباتات تتبع جنس السهمية من الفصيلة المزمارية.